# مناره مدرسه دومنار
مناره مدرسه دومنار مربوط به دوره سلجوقیان است و در  شهرستان طبس واقع شده و این اثر در تاریخ ۳۰ خرداد ۱۳۱۵ با شمارهٔ ثبت ۲۵۸ به‌عنوان یکی از آثار ملی ایران به ثبت رسیده است.